# 1790 aux échecs
| Années des échecs : 1787 - 1788 - 1789 - 1790 - 1791 - 1792 - 1793    |
| Décennies des échecs : 1760 - 1770 - 1780 - 1790 - 1800 - 1810 - 1820 |

Cet article présente les faits marquants de l'année 1790 aux échecs.

## Naissances
- 27 janvier : William Davies Evans, auteur du gambit qui porte son nom[1].

## Nécrologie
- 17 avril : Benjamin Franklin, auteur de The Morals of Chess